# Europäischer Tier- und Naturschutz
Der Europäische Tier- und Naturschutz e. V. (ETN) ist eine 1989 gegründete gemeinnützige Tier- und Naturschutzorganisation mit Sitz in der nordrhein-westfälischen Gemeinde Much.

## Selbstverständnis, Aufgaben und Ziele
Ziel des Vereins Europäischer Tier- und Naturschutz ist nach eigenen Angaben, „die weltweite Förderung des Tier- und Naturschutzes im Sinne des Bundestierschutz- und Naturschutzgesetzes, der Tierschutz- und der Naturschutzgesetze der Länder und des Umweltschutzes. Der Satzungszweck wird insbesondere verwirklicht durch die Unterstützung und Durchführung von Maßnahmen, die zum Ziel haben, Tieren vor Ort zu einem artgerechten Leben zu verhelfen und zu einem respektvollen Verhalten zwischen Mensch und Tier beizutragen“.
Einsatz für Tiere in Not – das ist das Motto des ETN e. V. Um das Leid der Tiere zu lindern und einen konkreten Beitrag für den Tierschutz zu leisten, widmet sich der ETN vor allem vier Bereichen: Er engagiert sich für exotische Tiere, für Straßentiere, für Tiere in Katastrophengebieten und für bedrohte Arten.
Einsatz für exotische Tiere: Der ETN tritt für verschärfte Gesetze in den Bereichen Wildtierhandel und -haltung ein. Er klärt darüber auf, warum Wildtiere und Exoten nicht in Privathaushalte gehören. Außerdem informiert er über das Leiden von exotischen Tieren, die zur Unterhaltung von Touristen oder für Social-Media-Videos gequält und missbraucht werden und setzt sich für ein Ende dieses Missbrauchs ein. Exotischen Tiere, die aus schlechten Haltungen befreit wurden, hilft der ETN, indem er Auffangstationen und Wiederauswilderungsprojekte unterstützt.
Einsatz für Straßentiere: Durch eine tiermedizinische Versorgung hilft der ETN kranken und verwahrlosten Katzen und Hunden in Ost- und Südeuropa, die auf der Straße leben. Mit systematischen Kastrationsaktionen, der Aufklärung der Bevölkerung und Vereinbarungen mit den politischen Entscheidungsträgern zielt der ETN darauf, das Elend der Streuner zu verringern und die Population zu begrenzen. In Serbien und auf den Kanaren finanziert der ETN zudem Tierschutzmobile, in denen Streuner kastriert und medizinisch versorgt werden. In Serbien können auch private Tierhalter dieses Angebot des ETN nutzen. Neben dem Engagement für Streuner ermöglicht der ETN in Deutschland den Einsatz mobiler Tierarztpraxen, die sich um die Tiere von jugendlichen Obdachlosen kümmern und diese kostenlos versorgen.
Einsatz für Tiere in Katastrophengebieten: Hunger, Krankheit und Angst prägen das Leben von Tieren, die in Katastrophengebieten zurückgelassen wurden und sich selbst überlassen sind. Hier leistet der ETN schnelle Hilfe, indem er die Tierschützer vor Ort unterstützt, um die Tiere zu retten, medizinisch zu versorgen und ihnen eine sichere Zuflucht zu geben. Außerdem unterstützt er Wiederaufbaumaßnahmen von Tierschutzvereinen in Katastrophengebieten.
Einsatz für bedrohte Arten: Die Artenvielfalt ist die Lebensgrundlage auf dieser Erde. Sie zu schützen bedeutet mehr als nur einzelne Tierarten zu retten. Denn jede Art hat eine wichtige Funktion im Ökosystem. Stirbt eine Art aus, hat das verheerende Folgen – für Tier und Mensch. Daher setzt sich der ETN für den Schutz wertvoller Lebensräume, für ein Umdenken in der Politik und bei den Verbrauchern und damit für den Schutz der Arten ein.
Neben dem konkreten Einsatz für Tiere in Not ist es das Ziel des ETN, durch strengere Gesetze und Bestimmungen nachhaltige Verbesserungen für das Leben der Tiere zu erreichen. Daher pflegt der ETN den Kontakt mit den politischen Entscheidern.

## Projekte des Vereins
Im Rahmen der vier Säulen seiner Tierschutzarbeit realisiert der Verein Europäischer Tier- und Naturschutz zahlreiche Projekte im In- und Ausland. Vor allem in den süd- und osteuropäischen Ländern engagiert er sich für die Begrenzung der Streunerpopulationen. Ziel dieses Engagements ist es, nachhaltig das Leid der Straßentiere zu verringern. Wegweisend für nachhaltigen Tierschutz vor Ort ist das Projekt, das der ETN auf Gran Canaria zusammen mit seinem Partnerverein Arycan realisiert. Seit 2013 konnten auf der Kanareninsel jährlich ca. 1.500 Tiere mithilfe einer festangestellten Tierärztin kastriert werden. Durch diese Maßnahme ist die Zahl der gefangenen und im Tierheim abgegebenen Streuner um 20 Prozent zurückgegangen. Der ETN-Partnerverein Arycan hat zudem eine Kooperation mit der Universität für Veterinärmedizin in Las Palmas durchgeführt: Die Studierenden lernten Kastrationskampagnen durchzuführen. Danach nahmen sie an den Kampagnen teil, sodass deutlich mehr Tiere kastriert werden konnten.
Ein anderes Leuchtturmprojekt des ETN findet sich in Serbien. Mit dem Bürgermeister der Stadt Bor hat der ETN ein bisher in Serbien einmaliges Projekt zur Begrenzung der Streunerpopulation vereinbart: Private Hundehalter müssen ihre Tiere kastrieren, chippen und registrieren lassen. Um das Projekt zu realisieren, finanziert der ETN einen zum Tierschutzmobil umgebauten Rettungswagen. In dieser mobilen Tierarztpraxis werden die Tiere in Bor kastriert und medizinisch versorgt. So will der ETN es den Bürgern von Bor erleichtern, ihre Tiere kastrieren zu lassen. Gleichzeitig kann auf diese Weise die Anzahl der gehaltenen Hunde direkt erfasst und Aufklärungsarbeit geleistet werden. Die Kastration der Haushunde und Streuner ist kostenlos.
Mit dem Tierarztmobil Bonn, einem umgebauten Krankenwagen, hat der ETN eine besondere Art der Unterstützung geschaffen: Als mobile Tierarztpraxis ermöglicht das Tierarztmobil die Behandlung von Haustieren mittelloser Senioren, die sich den nächsten Tierarztbesuch normalerweise nicht mehr leisten können. Das Besondere: Das Mobil kann Stadtteile direkt anfahren und ermöglicht so auch weniger mobilen Senioren die Nutzung des Angebots. Nach Absprache können auch Hausbesuche gemacht werden. Durchgeführt werden können unter anderem: Kastrationen, einfache OPs und Wundversorgung, Impfungen und Vorsorgeuntersuchungen. Durch die Sicherung der tierärztlichen Versorgung des Tieres wird somit nicht nur dem Haustier selbst, sondern auch den Besitzern geholfen.
Ein weiteres vom ETN unterstütztes Projekt in Deutschland ist der HundeDoc Berlin, der von der Stiftung SPI „Walter May“ getragen wird. Mithilfe einer mobilen Tierarztpraxis behandelt eine Tierärztin die Tiere mittel- und obdachloser Jugendlicher, die überwiegend auf der Straße leben und sozialpädagogisch betreut werden. Damit kombiniert das Projekt die Sozialarbeit mit den Jugendlichen und den Tierschutz durch die kostenlose bzw. stark vergünstigte Behandlung ihrer Tiere.
Ein weiteres Projekt ist das Engagement des ETN für Wildtiere und exotische Tiere. Hier steht die Aufklärung der Social-Media-Nutzer im Vordergrund. Sie sollen erfahren, welches Leid mit Videos verbunden ist, auf denen wilde und exotische Tiere in Menschenhand gezeigt werden. Das können Videos von Primaten in Privathaushalten sein oder Fotos, auf denen Touristen mit Wildtieren posieren. Jede Verbreitung dieser Videos und Fotos durch Liken und Teilen trägt zum Wachstum dieses Wirtschaftszweigs bei. Das hat zur Folge, dass noch mehr Tiere für diese Videos und Fotos gefangen und gefügig gemacht und schließlich ganze Arten ausgerottet werden könnten. Der ETN verfolgt mit dem Projekt das Ziel, dass „Social Media-User“ solche Videos und Fotos boykottieren und dass sie sich bei Aufenthalten im Ausland nicht mit exotischen oder wilden Tieren fotografieren lassen, um so das Geschäft mit den Tieren verhindern.
In diesem Zuge entstand auch die Kampagne „Ich bin kein Haustier!“, die darüber aufklären soll, welche exotischen Wildtiere oft als Haustiere gehalten werden und was diese Haltung für Mensch und Tier bedeutet. Die Bedürfnisse vieler exotischer Tierarten sind häufig nicht ausreichend erforscht, um sie als Halter erfüllen zu können. Der ETN informiert durch diese Kampagne darüber und ruft dazu auf, Social-Media-Beiträge von exotischen Tieren nicht zu unterstützen.
Seit September 2020 führt der ETN in Kooperation mit dem BUND (Landesverband NRW) die Wildvogelhilfe Rheinland. Aufgenommen werden alle Arten von wildlebenden Singvögeln, auch Rabenvögel, sowie Wasservögel, Spechte, Hühnervögel und Schreitvögel. Diese werden in der Station gepflegt und aufgezogen, um anschließend wieder ausgewildert zu werden.
Der ETN unterstützt Tier-,Arten- und Naturschutzprojekte durch verschiedene Fonds. Gemeinnützige Organisationen können sich mit ihren Projekten und Hilfsgesuchen für eine Förderung bewerben und erhalten, sofern sie ausgewählt werden, nach Bedarf materielle, personelle und/oder finanzielle Unterstützung zur Realisierung ihres Projektes.
Im Rhein-Sieg-Kreis und den umliegenden Großstädten bietet der ETN Tierschutzunterricht an. Im Zuge der Corona-Pandemie wurde hierzu auch ein digitales Angebot entwickelt.

## Hof Huppenhardt – Tierschutzhof und Auffangstation des ETN
In Deutschland unterhält der ETN den Tierschutzhof Huppenhardt in der Nähe von Much im Bergischen Land mit einer Fläche von etwa 10 ha. Er dient als Auffangstation für Großtiere. Dort befindet sich auch die Geschäftsstelle des Vereins.
Zu den Großtieren, die auf Hof Huppenhardt eine vorübergehende Bleibe finden, gehören unter anderem Pferde, Kühe, Schafe, Ziegen und Hühner aus schlechter Haltung, die beschlagnahmt, befreit, freigekauft oder vor dem Schlachter gerettet wurden. Ziel ist es, die Tiere in eine gute Haltung weiterzuvermitteln. Gerettete Tiere, die nicht mehr vermittelt werden können, weil sie zu alt oder krank sind, finden hier ein dauerhaftes Zuhause.
Von Hof Huppenhardt aus koordiniert der ETN Hilfsprojekte und plant Aktionen und Kampagnen. Regional, national und international. Einen weiteren Schwerpunkt der Arbeit des ETN auf Hof Huppenhardt bildet die Frühbildung von Kindern und Jugendlichen. In Zusammenarbeit mit Kindergärten und Schulen können Kinder auf Hof Huppenhardt in Workshops, Tierschutz-AGs und Ferienfreizeiten anschaulich erfahren, welche Bedürfnisse Tiere haben und lernen, wie sie geschützt werden können.
Jugendlichen bietet der ETN die Möglichkeit, auf dem Hof ein Freiwilliges Ökologisches Jahr zu absolvieren und Erwachsenen, sich ehrenamtlich zu engagieren. Zusätzlich bietet der ETN jungen Menschen und Erwachsenen die Möglichkeit, sich im Rahmen des Bundesfreiwilligendienstes für den Tier- und Naturschutz zu engagieren.

## Partner des ETN
Dem ETN sind über 70 Tier- und Naturschutzorganisationen, Tierheime und Auffangstationen im In- und Ausland angeschlossen. Die Partner leisten konkrete Tierschutzarbeit vor Ort, helfen Tieren in Not und setzen sich durch Lobby- und Öffentlichkeitsarbeit für Verbesserungen des Tier- und Naturschutzes ein. Der ETN unterstützt die Projekte seiner Partner finanziell sowie durch Beratung und Fachwissen. Indem der ETN Tierärzte nach Süd- und Osteuropa entsendet oder Tierärzte vor Ort finanziert, ist es den Partnern möglich, groß angelegte Kastrationsaktionen durchzuführen, um so das Elend der Straßentiere zu beenden.
Auf der Website des ETN sind die Partnerorganisationen aufgeführt.
Der ETN ist Mitglied beim Dachverband der deutschen Natur-,Tier - und Umweltschutzorganisationen (DNR).

## Kritik
Die Aufsichts- und Dienstleistungsdirektion (ADD) des Landes Rheinland-Pfalz untersagte im Jahr 2010 dem ETN die Sammlung von Spenden und öffentliche Aufrufe zu Geldspenden im Bundesland, weil der Verein seinen gesetzlichen Auskunftspflichten im sammlungsrechtlichen Verfahren nicht nachgekommen ist. Im Widerspruchsverfahren hat der ETN im Jahr 2011 Unterlagen nachgereicht. Eine Entscheidung über die Aufhebung des Verbots steht jedoch noch aus, da noch nicht alle erforderlichen Unterlagen vorgelegt wurden. Der Vollzug des Sammlungsverbots wurde 2011 vorläufig ausgesetzt.
In Nordrhein-Westfalen wurde der ETN im Sinne des Gesetzes über das Verbandsklagerecht anerkannt, was eine mündliche Anfrage im Landtag nach sich zog. Der zuständige Minister beantwortete die Anfrage dahingehend, dass im Anerkennungsverfahren lediglich die formellen Voraussetzungen geprüft würden.
Mit dem Jahreswechsel 2017/2018 hat ein neuer Vorstand den ETN e. V. komplett neu aufgebaut und sich von alten Strukturen und verantwortlichen Personen getrennt. Die Mitgliederversammlung hat eine neue Delegiertenversammlung gewählt und eine neue Satzung beschlossen, die Anfang 2019 in Kraft trat.
Um der neuen Transparenz sichtbaren Ausdruck zu verleihen, hat sich der ETN e. V. der Initiative Transparente Zivilgesellschaft angeschlossen. Durch die Unterzeichnung der Selbstverpflichtungserklärung der Initiative Transparente Zivilgesellschaft verpflichtet sich der ETN e. V. als korporatives Mitglied zu hohen ethischen Standards. Dazu gehört die Ablehnung von Korruption in jeder Form. Weitere Zeichen der Transparenz sind die Veröffentlichung von nachvollziehbaren Geschäftsberichten und die Vorstellung der verantwortlichen Personen.